# Mošeja Šah-Do Šamšira
Mošeja Šah-Do Šamšira (perzijsko مسجد شاه دوشمشیره, paštunsko شاه دوشمشېره جومات), ime v prevodu pomeni mošeja kralja dveh mečev, je rumena dvonadstropna mošeja v Kabulu v Afganistanu, (2. okrožje) na cesti Andarabi, tik ob reki Kabul in mostu Šah-Do Šamšira v središču mesta. Zgrajena je bila v času vladavine Amanulaha Kana (1919–1929). Oblikovana je bila po mošeji Ortaköy v Carigradu. Zasnova te mošeje je precej nenavadna za islamsko versko arhitekturo. Njena italijanska okrasna štukatura ustvarja zanimiv učinek, ki ga nekateri opisujejo kot afganistanski barok.
Mošeja stoji poleg grobnice mogulskega generala Čin Timur Kana, ki je bil tudi bratranec srednjeazijskega osvajalca Baburja. Čin Timur je pomagal osvojiti velik del Indije in je znan po bitki pri Khanvi, v kateri je prevzel vodilno vlogo. Nedaleč od tod so grobnice Baburja in mnogih drugih uglednih muslimanskih poveljnikov, ki so vdrli v Indijo iz Afganistana in vzpostavili muslimansko oblast nad severno Indijo (vključno s sodobnim Pakistanom in Bangladešem).
Svetišče je bilo kraj umora Farkhunde Malikzade 19. marca 2015. Malikzada, 27-letna Afganistanka, je bila vpletena v prepir z uličnim prodajalcem zaradi njegove prakse prodaje amuletov, ko jo je javno obtožil sežiga Korana, kar je privabilo veliko skupino ljudi iz mošeje Šah-Do Šamšira. Kmalu zatem so jo javno linčali, pri čemer jo je več članov mafije preteplo in nato povozilo z avtom, ki jo je vlekel skoraj 100 metrov.
Junija 2021 je bila mošeja v celoti prenovljena.
Maja 2024 je uporniška skupina Afganistanske fronte za svobodo (AFF) trdila, da je izvedla atentat na talibanskega voditelja mulo Hibatula Akhundzada, medtem ko je obiskal mošejo med potovanjem v Kabul, pri čemer je ubila tri njegove posebne varnostnike in ranila enega.